# Skala CHA2DS2–VASc
Skala CHA2DS2–VASc – skala służąca do oceny ryzyka wystąpienia powikłań zakrzepowo–zatorowych u pacjentów z migotaniem przedsionków. Skala umożliwia wskazanie pacjentów z migotaniem przedsionków, u których konieczne jest wdrożenie terapii przeciwpłytkowej lub przeciwzakrzepowej.
|                                           | Czynnik ryzyka                                                                                                 | Punkty |
| ----------------------------------------- | --- | ------ |
| C Congestive heart failure/LV dysfunction | zastoinowa niewydolność serca/dysfunkcja lewej komory                                                          | 1      |
| H Hypertension                            | nadciśnienie tętnicze                                                                                          | 1      |
| A Age                                     | wiek ≥75 lat                                                                                                   | 2      |
| D Diabetes mellitus                       | cukrzyca | 1      |
| S Stroke                                  | przebyty udar mózgu/TIA/incydent zakrzepowo-zatorowy                                                           | 2      |
| V Vascular Disease                        | choroba naczyniowa (przebyty zawał serca, miażdżycowa choroba tętnic obwodowych, blaszki miażdżycowe w aorcie) | 1      |
| A Age                                     | wiek 65–74 lat                                                                                                 | 1      |
| Sc Sex category                           | po zmianach 2024 - kobiety tak jak mężczyźni 0 pkt; wcześniej: kobiety 1 pkt, mężczyźni 0 pkt za płeć          | 0      |

Skala CHA2DS2–VASc jest udoskonaleniem skali CHADS2, które rozszerza tę ostatnią o dodatkowe czynniki ryzyka powikłań zakrzepowo-zatorowych.
Zaleca się używanie skali CHA2DS2–VASc do oceny ryzyka udaru mózgu w niezastawkowym migotaniu przedsionków.
U pacjentów z wynikiem równym lub większym niż 2, zaleca się stosowanie doustnych antykoagulantów:
- antagonisty witaminy K (VKA) w dawce dostosowywanej (INR 2,0–3,0) lub
- bezpośredniego inhibitora trombiny (dabigatranu) lub
- doustnego inhibitora czynnika Xa (np. rywaroksabanu, apiksabanu), chyba że występują przeciwwskazania.

| Wynik                         | Ryzyko      | Leczenie przeciwzakrzepowe              | Leki (w nawiasie nazwy handlowe) |
| ----------------------------- | ----------- | --------------------------------------- | --- |
| 0 (mężczyźni) lub 1 (kobiety) | Niskie      | Nie zaleca się                          | Brak leczenia |
| 1 (mężczyźni)                 | Umiarkowane | Można rozważyć                          | 1. Brak leczenia 2. Doustny antykoagulant starego typu (tzw VKA) np. acenokumarol (Sintrom), warfaryna (Warfin). Należy wówczas utrzymywać krzepliwość krwi (INR) w zakresie 2-3 wykonując pomiary średnio raz w miesiącu tak aby krew była odpowiednio rozrzedzona przez co najmniej 60-70% całego okresu leczenia. 3. Doustny antykoagulant nowego typu (tzw NOAC) np. dabigatran (Pradaxa), rivaroksaban (Xarelto), apixaban (Eliquis). Krew na tych lekach jest odpowiednio rozrzedzona i nie trzeba robić badań kontrolnych. 4. Wyjątkowo (ze względów logistyczno - finansowych) zamiast powyższych leków można rozważyć znacznie mniej skuteczny kwas acetylosalicylowy (Aspiryna, Acard, Polocard). |
| 2 lub więcej                  | Wysokie     | Należy zastosować doustny antykoagulant | 1. Doustny antykoagulant starego typu (tzw VKA) np. acenokumarol (Sintrom), warfaryna (Warfin). Należy wówczas utrzymywać krzepliwość krwi (INR) w zakresie 2-3 wykonując pomiary średnio raz w miesiącu tak aby krew była odpowiednio rozrzedzona przez co najmniej 60-70% całego okresu leczenia. 2. Doustny antykoagulant nowego typu (tzw NOAC) np. dabigatran (Pradaxa), rivaroksaban (Xarelto), apixaban (Eliquis). Krew na tych lekach jest odpowiednio rozrzedzona i nie trzeba robić badań kontrolnych. 3. Wyjątkowo (ze względów logistyczno - finansowych) zamiast powyższych leków można rozważyć znacznie mniej skuteczny kwas acetylosalicylowy (Aspiryna, Acard, Polocard).                  |